# Heurne (Aalten)
Pour les articles homonymes, voir Heurne.
Heurne est un hameau situé dans la commune néerlandaise d'Aalten, dans la province de Gueldre. Le village compte environ 800 habitants.